# Anubis (serie televisiva)
Anubis (House of Anubis) è una serie televisiva statunitense, belga e britannica, creata da Hans Bourlon e Gert Verhulst, basata sulla serie televisiva belga-olandese, Het Huis Anubis. Negli Stati Uniti ha esordito il 1º gennaio 2011 su Nickelodeon e il giorno seguente su TeenNick. La terza e ultima stagione si è conclusa l'11 aprile 2013 su TeenNick, mentre un ulteriore speciale televisivo (il film della serie) è andato in onda nel mese di giugno 2013. In Italia è stata trasmessa su Nickelodeon dal 17 ottobre 2011 e in chiaro su Super! dall'11 giugno 2012.. Parte della prima stagione è stata ritrasmessa su Super! nell'ottobre del 2023 il sabato pomeriggio, venendo però cancellata dopo meno di un mese.

## Trama

### Prima stagione
In un college inglese giunge una nuova ragazza venuta dagli Stati Uniti d'America: Nina Martin, contemporaneamente però scompare un'altra studentessa: Joy Mercer. Così, la sua migliore amica, Patricia Williamson inizia a sospettare che Nina, la nuova ragazza, abbia a che fare con la scomparsa dell'amica. I nove protagonisti della storia risiedono nella Casa di Anubi, i cui fondatori sono i Frobisher-Smythe. Il guardiano di quest'ultima è il severo e distaccato Victor Rodenmaar Jr., figlio del custode della casa Victor Rodenmaar Sr. Il guardiano tiene sotto stretto controllo i nove ragazzi. Nina non viene ben accolta dai giovani, a eccezione del timido nerd Fabian Rutter, che si rivela molto utile nella missione che attende la giovane. Nel frattempo la ragazza incontra un'anziana signora della casa di riposo Emily Grant. È una signora molto misteriosa che tiene in guardia Nina dal "corvo nero" e le affida un medaglione, l'Occhio di Horus, dotato, secondo l'anziana signora di misteriosi poteri. Il primo giorno, i ragazzi mettono a dura prova Nina e la rinchiudono in soffitta, ma lì, la giovane scopre dei cilindri nei quali si può ascoltare la voce registrata di una bambina che racconta la sua storia e narra dell'entità malvagia della casa. La bambina è in realtà Sarah Frobisher-Smythe, la figlia degli egittologi Robert e Louisa Frobisher-Smythe. Nina scopre che Emily Grant è proprio Sarah, la bambina delle registrazioni, e così decide di formare un gruppo segreto formato da Fabian, Amber Millington, la ragazza più bella e fashion della scuola, e lei. In seguito ad alcuni avvenimenti, ai Sibuna si aggiungono Patricia, la quale sospettosa per la scomparsa di Joy, ingaggia un investigatore segreto: René Zeldmann, che si rivelerà poi Rufus Zeno, un uomo che non attende altro che bere dalla coppa di Ankh per divenire immortale. Col tempo Patricia accetta Nina, convincendosi che la povera studente non ha nulla a che fare con la misteriosa scomparsa. Al gruppo si aggiunge anche Alfie Lewis, il burlone della scuola, nonché migliore amico di Jerome Clarke, un ragazzo manipolatore e bugiardo, ma allo stesso tempo fragile. Anche Victor, in verità, ha una sua organizzazione, fondata da Victor Senior, della quale fanno parte Eric Sweet, il preside del college, Daphne Andrews, la professoressa di francese e di letteratura, Jason Winkler, il professore di Storia, un'infermiera, un poliziotto e il padre di Joy. La società è alla ricerca di alcuni pezzi che, se assemblati dalla prescelta compongono un prezioso calice: la coppa dell'Ankh. Loro hanno intenzione di bere l'elisir di lunga vita dalla coppa per ottenere l'immortalità. Questo elisir è stato creato da Victor Rodenmaar Sr. e ha il potere di ringiovanire per un certo lasso di tempo ma la sua quantità si riduce poco a poco e non ci conoscono gli ingredienti per ricrearlo. È stata proprio quest'organizzazione a far scomparire Joy e le sue tracce pensando sia lei la prescelta che potrà riassemblare la coppa in un certo giorno preciso. In realtà quello che Patricia pensava fosse un detective in grado di ritrovare la sua amica Joy, si rivela un uomo pericolosissimo che ha fatto parte della società segreta di Victor e dei professori ma che si separó per avere la coppa e l'elisir tutti per sé. Purtroppo Sarah muore e lascia nella disperazione sia i Sibuna che Victor stesso, dato che era lei la chiave. Gli studenti organizzano il ballo scolastico che cade lo stesso giorno predestinato e intanto Jerome inizia a lavorare per Rufus non sapendo quanto sia pericoloso. Il giorno del ballo scolastico, Joy ritorna a Casa Anubis con tutti i pezzi della coppa dell'ankh ma i professori la scovano e le ordinano di venire con loro mentre Rufus tiene i ragazzi in ostaggio ma essi riescono a scappare e lui li insegue. Però si scopre che Joy non è la vera prescelta, ma Nina stessa e così assembla la coppa all'insaputa dei professori e di Victor. Sarah e i suoi genitori potranno finalmente restare in pace. Rufus beve dalla coppa l'elisir fasullo, dietro a un piano di Fabian ed Alfie, e scappa via, mentre Victor si lascia all'idea di dover restare mortale per sempre. Il ballo si svolge alla perfezione e Fabian e Nina vengono eletti il re e la regina del ballo da Amber e si scambiano il loro primo bacio mentre ballano e la coppa viene nascosta sotto il palco. Gli unici ad essere ignari degli avvenimenti accaduti alla casa sono Mara Jeffrey, la ragazza più intelligente, Mick Campbell, che eccelle nelle materie fisiche ma non lo stesso nelle altre materie e infine Trudy Rehman, la governante della casa. Così si conclude la prima stagione della serie House of Anubis.

### Seconda stagione
Un anno è passato e i ragazzi si ritrovano insieme a casa Anubis. Tra gli studenti, Mick Campbell ha lasciato i suoi amici in quanto si è iscritto alla prestigiosa scuola degli sport del Victoria, in Australia, e al suo posto è arrivato un nuovo allievo, Eddie Miller, americano, con un carattere praticamente identico a quello di Patricia, della quale si innamora. Nina, nel frattempo, sottrae la coppa e la nasconde in una teca in soffitta ma, senza volerlo, sprigiona un antico spirito malvagio che le ordina di recuperare una potente maschera, la maschera di Anubi, lasciandole anche un marchio sul braccio. Ed ecco che le avventure ricominciano per Nina e i suoi amici. La società segreta di Victor si è ormai sciolta e la Andrews ha lasciato il suo ruolo ad un'altra professoressa. Victor comunque non molla i suoi obiettivi, e dopo aver ascoltato un enigma da una bambola di porcellana nascosta in cantina scopre che il libro di Iside contiene gli ingredienti dell'elisir; così decide di riaprire l'antica biblioteca Frobisher per organizzare una mostra storica sperando di trovarci il libro. Victor ed Eric riescono finalmente ad ottenere il consenso per l'apertura della mostra ma i due non riescono comunque a trovarlo. Trudy viene incaricata da Jasper, padrino di Fabian nonché responsabile della mostra, di fargli da aiuto-assistente e cede così il suo posto a Vera, la nuova governante, che sembra abbia un debole per Victor, peraltro ricambiato. Infatti Vera lavora per un certo collezionista dall'identità sconosciuta, probabilmente Rufus Zeno, intento a collezionare tutti i tesori dei Frobisher e anche lui alla ricerca della maschera. Victor inizia a fidarsi ciecamente di Vera svelandole tutti i segreti dell'elisir e del libro, e lei lo aiuta a cercarlo. Intanto Nina trova una casa delle bambole in soffitta: sembra che quella casetta sia appartenuta a Sarah. Grazie al ritrovamento di una mappa, nascosta sotto il piccolo ingresso della casa delle bambole, si scopre così, che sotto alla casa di Anubi, ci sono dei passaggi segreti che, una volta completati tutti, conducono alla maschera di Anubi. I ragazzi trovano lo studio segreto di Robert situato nella cantina, dal quale si accede al labirinto sotterraneo. Ma per poterci entrare devono far uso di alcuni amuleti. È Vera poi a trovare il libro di Iside, nascosto dietro ad un cassetto della cattedra di Robert ma strappa le pagine dell'ultimo capitolo, importante per la creazione dell'elisir. Dopo alcune ricerche insieme a Mara, Jerome scopre che suo padre, John Clarke, è in prigione per essere stato accusato di vecchio furto di diamanti. Esso affida al figlio il compito di ritrovare una gemma perduta che si trovava nel celebre scudetto Frobisher. John è convinto che da quando ha perso la gemma, la sventura l'abbia inseguito portandolo persino in prigione. Così poi Jerome trova la gemma, riconquista lo scudetto Frobisher e rimette la gemma al suo posto. Poco dopo Nina scopre che lo spirito che l'ha maledetta è Senkhara, la regina dimenticata e assassina del faraone Tutankhamon. I ragazzi si avvicineranno sempre più alla fine della ricerca, ma per il troppo tempo impiegato, Senkhara decide di maledire il resto dei suoi amici. Oltre a loro, a causa della sua intromissione, sarà marchiata anche Vera, e lo spirito maligno mette in gioco la sua vita per non far più intromettere Victor durante la sfida dei ragazzi. La nonna di Nina entra in coma per colpa di Senkhara prendendo anche possesso del suo corpo. Più tardi, tutti gli alunni vengono a conoscenza del segreto di Eddie, cioè che lui non si chiama Eddie Miller ma Edison Sweet, figlio del preside. Anche le relazioni sentimentali non sono facili: Mara non sa chi scegliere tra Jerome e Mick; Patricia cerca di respingere Eddie nonostante i suoi sentimenti che lui contraccambia; Amber cerca di imporre delle condizioni ad Alfie ma lui la lascia e Nina viene sempre ostacolata da Joy, decisa a riconquistare il suo amato Fabian, anche se lui ama Nina. Irrompe nella casa Piper, la sorella gemella di Patricia, una ragazza talentuosa che fa parte di una delle migliori scuole di musica d'Inghilterra ma che poi lascia all'insaputa dei genitori durante una gita scolastica per suonare alla Scala di Milano e per andare a trovare la sorella. Trudy indaga sempre di più sul passato di Vera e si caccia nei guai per questo, perché viene rapita dal collezionista in una stalla. I ragazzi devono riportare a casa Trudy e scoprire se Vera c'entra davvero qualcosa. Ma purtroppo, Vera non è l'unica ad aiutare il collezionista: lo è anche Jasper, come scopre a suo malincuore Fabian. Ma non di sua volontà, perché il collezionista lo ha minacciato di fare del male a Fabian se non l'avesse aiutato nei suoi intenti. Jerome aiuta Jasper a ritrovare Trudy e a riprendere la gemma ma si scopre poi che il collezionista non è altro che Rufus Zeno. Prima di tutti questi avvenimenti, Victor ritrova l'ultimo capitolo del Libro di Iside e lo studia passo per passo per poi giungere alla conclusione che l'ultimo ingrediente per l'elisir sono le lacrime d'oro, originate solo dalla maschera di Anubi. Trudy viene infine liberata ma perde la memoria, per la quale si farà aiutare da un terapista, il dottor Alexander. Amber e Alfie scoprono che in realtà il dottor Alexander non è altro che Rufus Zeno,che utilizzando una scatola egizia ha catturato i ricordi di Trudy dicendole che era in vacanza in un hotel.  I Sibuna arrivano alla prova finale nella quale devono giocare a Senet, un antico gioco da tavolo egiziano simile al gioco degli scacchi, e sono loro le pedine. Ma perdono Nina, che finendo nella casella sbagliata cade nel vuoto. Senkhara, avendo perso la sua prescelta numero uno, cerca il secondo paragone, l'Osiriano, pensando sia Fabian. Ma in realtà il prescelto, colui che deve stare sempre accanto alla Prescelta per proteggerla è Eddie. Queste parole vengono dette dallo stesso Victor Rodenmaar Sr., apparso come fantasma a Nina per rivelarle questa verità e le dice anche che Rufus era l'Osiriano di Sarah ma che il potere gli ha dato alla testa. Vera e Victor cercano poi di ipnotizzare i ragazzi con la scatola della memoria egizia utilizzando lo stesso sistema che Rufus ha usato per Trudy, ma i ragazzi, conoscendo la bravura di Victor a giocare a Senet, fecero solo finta di essere ipnotizzati, utilizzando Victor per vincere. Ma, per un suo passo falso, perdono anche Alfie. I ragazzi, dopo aver perso sia Alfie che Nina, contano sull'appoggio di Joy, brava giocatrice di scacchi, ma, per colpa di Fabian, perdono anche Amber e Patricia. A questo punto a Fabian non rimane che fidarsi di Joy, cosa che fa senza pensarci due volte; per fortuna Joy aveva ragione e superano la prova, liberando anche gli amici perduti. Intanto, quanto a Victor, scopre la vera faccia di Vera e la caccia da Casa Anubis. Alla fine tutti scoprono che Senkhara ha intenzione di usare la maschera per regnare incontrastata nel Campo dei giunchi (chiamato anche "l'al di lá") come dea, ma per questo ha bisogno che la Prescelta la indossi dato che lei non ha un corpo. È la stessa intenzione di Rufus. Nell'ultima puntata la maschera alla fine del labirinto si scopre essere un falso, mentre quella vera si trova nella biblioteca. Senkhara si impossessa del corpo di Nina e, quando Fabian si oppone, Nina, alias Senkhara, gli scaglia contro un fulmine, colpendo invece al cuore Joy,  in quanto voleva proteggere Fabian. Sembra quasi che il male abbia vinto quando all'improvviso una voce sussurra all'Osiriano di prendere la corona di Senkhara e di pronunciare una formula per bandire lo spirito maledetto; così Senkhara abbandona il corpo di Nina. Subito irrompe Rufus, che prende la maschera a Nina e se la indossa. Ma lui non è un puro di cuore, così Senkhara prende possesso del suo corpo e il portale per il Regno degli Inferi si apre, trascinando Rufus con lei. Finalmente lui e la regina dimenticata sono stati sconfitti una volta per tutte, ma Joy è in rischio di morte. Victor sacrifica l'ultima lacrima d'oro per riportarli in vita felici, tranne se stesso, ma Nina ha una sorpresa per lui da parte di suo padre. Infatti il padre, prima che egli ritornasse nel Limbo, le lasciò il suo anello e delle scuse da riferire al figlio. Infine in Casa Anubis, Trudy ha organizzato una festa alla quale tutti sono invitati. Con sua gran sorpresa, Jerome vede suo padre, finalmente liberato dalla prigione. Mara concede a Jerome un appuntamento e si baciano. Anche Fabian e Nina si riconciliano e tornano insieme. Tutti si abbracciano contenti della vittoria e, mentre Victor li osserva, l'anello inizia a brillare: aprendolo, si scopre che al suo interno c'è una lacrima d'oro.

### Terza stagione
Un nuovo anno scolastico comincia per gli inquilini di casa Anubis. Nina per motivi sconosciuti (ma potrebbe essere perché Fabian non era andato in America in vacanza con Nina) scompare e Fabian e Patricia decidono di indagare. Dopo vari fraintendimenti, Eddie spiega che Nina non sarebbe tornata in casa Anubis in quanto l'Osiriano e la Prescelta non possono stare vicini ma devono vivere l'uno lontano dall'altra, ma Nina prima di andarsene diede ad Eddie il medaglione poiché doveva essere custodito in quella casa. Nel frattempo in casa Anubis arrivano due nuove studentesse: Willow Jenks, ragazza ingenua e solare e KT Rush, quest'ultima diventerà membro vitale dei Sibuna poiché bisnipote di Robert Frobisher-Smyte (il fondatore di casa Anubis, e capo della Spedizione). Eddie riconosce KT in una visione avuta aprendo l'armadio e scopre che è stata inviata da suo nonno, con una misteriosa chiave a forma di luna, in missione per sventare un misterioso pericolo, e fermare il male. Inoltre Eddie scopre che, suo padre (il preside della scuola, Eric Sweet), fa parte di una banda di cui fanno parte anche Victor e la signorina Denby che è la nuova professoressa della scuola e nella quale si vuole risvegliare un egittologo che poi in seguito scoprirono che si tratta di Robert Frobisher-Smyte, essendosi addormentato a causa di una maledizione di Anubi. In seguito, i Sibuna essendo separati, a causa della mancanza di Nina, si ricompongono e viene a fare parte del gruppo KT Rush, dopo che ebbero avuto la prova di potersi fidare di lei. Allo stesso tempo, la signorina Denby arriva presentandosi come una nuova professoressa, alla quale i membri di Sibuna insospettiti indagano e trovano qualcosa di importante, cioè che lei ha una sorella che si chiama Harriet Denby mentre lei si chiama Caroline Denby che si scoprì essere vera "custode" di Robert. Gli studenti scoprono che dovranno scontrarsi con la Denby e Victor per combattere un'antica maledizione e prevenire che il male si risvegli nuovamente e rimanga per sempre. Ma come sempre dovranno affrontare anche le faccende di cuore, le quali si complicano quando arriva KT e per questo Patricia pensa che lei sia innamorata di Eddie e così la ragazza diventa gelosa nonostante aveva lasciato Eddie l'estate scorsa. Ma durante la stagione Eddie e Patricia si rimetteranno insieme e Amber riceve l'invito di una scuola di moda di New York, all'inizio Alfie era contrario facendo di tutto per tenerla lontano dal suo telefono, ma poi decise di lasciarla andare e dopo lunghi ripensamenti chiedendo anche consiglio a Jerome e poi Amber accetta l'invito.
I Sibuna scoprono che per risvegliare Robert bisognava celebrare una cerimonia della quale si ha bisogno dei quattro discendenti, che sarebbero i bisnipoti dei colleghi di Robert (Alfie, Patricia, Jerome, Joy) e per questo tanti anni fa fondarono la scuola per riunire i bisnipoti dei colleghi di Robert. Per completare il rituale servirà un bracciale magico, recitare la formula "Cessi em motem", ed il tutto essere praticato durante l'eclissi di Sole. Victor, Eric e la Denby riuscirono a risvegliare Robert, nonostante Eddie e KT pensavano di averlo impedito. Robert diventato cattivo, vuole liberare Ammut, la divoratrice di anime, e per farlo ha bisogno di 5 peccatori che dovevano avere le emozioni peggiori di tutta l'umanità, di cui prenderà l'anima, mettendo i peccatori dentro i sarcofagi presenti nella "casa col cancello" ovvero la casa della Signorina Denby; il tutto dev'essere fatto con i manufatti trovati dai Sibuna, grazie alla ninna nanna detta ai discendenti da generazioni. Robert riuscì a procurarsi i peccatori, dalla quale dovette prendere l'anima da Victor, il preside Sweet, Patricia, Fabian e Alfie. Dei Sibuna, ormai rimasero fedeli solo KT ed Eddie. Quest'ultimi trovarono tutti i pezzi per ricostruire il bastone di Osiride anche se erano stati ingannati perché il bastone serviva per liberare Ammut, la divoratrice di anime. Alla fine Eddie e KT, grazie alla sorella di Denby scoprirono che le chiavi di KT e della signorina Denby si potevano unire e così le misero alla base del bastone di Osiride e riuscirono a fermare il male.
L'anno si conclude con i fuochi d'artificio, Jerome e Joy si fidanzano, dopo molti litigi, Alfie e Willow fanno pace e si rimettono insieme, mentre Fabian e Mara si rendono conto di piacersi. La vera signorina Harriet Denby (sorella di Caroline Denby) va in Egitto con Robert diventato buono e ormai anziano.

### Anubis - La pietra di Ra
Nel film, i ragazzi si stanno per diplomare. Alla casa arrivano le matricole: Cassie, Erin, Dexter e Sophia. Per l'occasione vanno tutti al museo dove per caso Eddie e Sophia trovano una pietra chiamata "Pietra di paragone di Ra". Tornati alla casa i ragazzi scoprono che Sophia è una malvagia servitrice di Ra e appare in tutte le vecchie foto di classe ed il suo compito è quello di ricostruirla. Se il sacrificio sarà compiuto, tutti quelli che hanno osato toccare la pietra diventeranno statue, ma se non dovesse farcela ella diverrà pietra. Sophia riesce a costruire la pietra di Ra con la pietra di paragone e per salvare gli altri, Eddie decide di sacrificare se stesso, perdendo così i suoi poteri di Osiriano e Sophia diventa pietra. La pietra di paragone di Ra viene data a Victor che, siccome ne è il custode, è costretto a lasciare la casa Anubis perché la pietra di paragone non può stare con gli altri pezzi che compongono la Pietra di Ra. I ragazzi si diplomano e chiudono l'ultimo anno con una bellissima festa.

## Personaggi e interpreti

### Personaggi principali
| Nome                | Attore/Attrice          | Episodi                  | Stagioni |
| ------------------- | ----------------------- | ------------------------ | -------- |
| Nina Martin         | Nathalia Ramos          | 1-150                    | 1-2      |
| Fabian Rutter       | Brad Kavanagh           | 1-190                    | 1-3      |
| Patricia Williamson | Jade Ramsey             | 1-190                    | 1-3      |
| Amber Millington    | Ana Mulvoy Ten          | 1-160                    | 1-3      |
| Mick Campbell       | Bobby Lockwood          | 1-72, 141-150            | 1-2      |
| Mara Jaffray        | Tasie Lawrence          | 1-190                    | 1-3      |
| Jerome Clarke       | Eugene Simon            | 1-190                    | 1-3      |
| Alfie Lewis         | Alex Sawyer             | 1-190                    | 1-3      |
| Joy Mercer          | Klariza Clayton         | 1, 29-32, 37, 47, 56-190 | 1-3      |
| Eddie Miller        | Burkely Duffield        | 75-190                   | 2-3      |
| KT Rush             | Alexandra Shipp         | 151-190                  | 3        |
| Willow Jenks        | Louisa Connolly-Burnham | 151-190                  | 3        |

### Personaggi secondari
| Nome                    | Attore/Attrice     | Presente negli episodi | Stagioni |
| ----------------------- | ------------------ | ---------------------- | -------- |
| Victor Rodenmaar Jr.    | Francis Magee      | 1-190                  | 1-3      |
| Trudy Rehman            | Mina Anwar         | 1-190                  | 1-3      |
| Mrs. Daphne Andrews     | Julia Deakin       | 1–108                  | 1–2      |
| Mr. Eric Sweet          | Paul Antony-Barber | 1-190                  | 1-3      |
| Rufus Zeno              | Roger Barclay      | 12–60, 129–150         | 1-2      |
| Sarah Frobisher-Smythe  | Rita Davies        | 3-45, 60               | 1        |
| Jason Winkler           | Jack Donnelly      | 5–60                   | 1        |
| Sergeant Roebuck        | Nicholas Bailey    | 8-60                   | 1        |
| Ade Rutter              | Simon Chandler     | 11-33                  | 1        |
| Esther Robinson         | Catherine Bailey   | 15-60                  | 1        |
| Frederick Mercer        | Michael Lumsden    | 18-60                  | 1        |
| Nurse Delia             | Sheri-An Davis     | 18-60                  | 1        |
| Mr. Campbell            | Stephen Beckett    | 23                     | 1        |
| Mr. Lewis               | Cyril Nri          | 34-35                  | 1        |
| Mrs. Lewis              | Sarah Wood         | 34-35                  | 1        |
| Robbie                  | James Gandhi       | 44-47                  | 1        |
| Poppy Clarke            | Frances Encell     | 61-150                 | 2        |
| Gran                    | Gwyneth Powell     | 63-150                 | 2        |
| Senkhara                | Sophiya Haque      | 63-150                 | 2        |
| Gustav Ziestack         | Hugh Lee           | 63-150                 | 2        |
| Jasper Choudhary        | Sartaj Garewal     | 67-150                 | 2        |
| Vera Devenish           | Poppy Miller       | 73–149                 | 2        |
| Pete Roper, P.I.        | Colin Mace         | 73-80                  | 2        |
| John Clarke             | Philip Wright      | 25-150                 | 2        |
| Zoe Valentine           | Sarah Paul         | 110-150                | 2        |
| Piper Williamson        | Nikita Ramsey      | 115–123, 186           | 2-3      |
| Victor Rodenmaar Sr.    | Francis Magee      | 140–145                | 2        |
| Caroline Denby          | Susy Kane          | 151–190                | 3        |
| Harriet Denby           | Bryony Afferson    | 162–190                | 3        |
| Robert Frobisher-Smythe | John Sackville     | 171–190                | 3        |
| Ben Reed                | Freddie Boath      | 177–180                | 3        |
| Ammut                   | Felicity Gilbert   | 189-190                | 3        |
| Sophia Danae            | Claudia Jessie     | 190                    | 3        |
| Dexter Lloyd            | Jake Davies        | 190                    | 3        |
| Erin Blakewood          | Kae Alexander      | 190                    | 3        |
| Cassie Tate             | Roxy Fitzgerald    | 190                    | 3        |

## Episodi
| Stagione                 | Episodi                  | Prima TV USA   | Prima TV Italia (Nickelodeon) |
| ------------------------ | ------------------------ | -------------- | ----------------------------- |
| Prima stagione           | 60                       | 2011           | 2011                          |
| Seconda stagione         | 90                       | 2012           | 2012                          |
| Terza stagione           | 40                       | 2013           | 2013                          |
| Anubis - La pietra di Ra | Anubis - La pietra di Ra | 17 giugno 2013 | 14 giugno 2013                |

## Produzione e sviluppo
La produzione è iniziata nell'agosto 2009, ma nel marzo 2010 Studio 100 ha annunciato che la serie è stata venduta a Nickelodeon negli Stati Uniti. La serie è stata girata nell'estate del 2010 a Liverpool ed è stata trasmessa per la prima volta negli Stati Uniti il 1º gennaio 2011.
La serie è la prima serie originale prodotta per il canale ammiraglio americano Nickelodeon da produrre al di fuori del Nord America, ed è la prima serie drammatica originale di Nickelodeon dai tempi della serie Avventure ad High River  (2000-2002). La serie è strutturata in modo diverso dalle altre serie televisive live-action a partire dal fatto che ogni episodio consiste di due segmenti di undici minuti, un formato comunemente utilizzato per le serie animate della durata di mezz'ora; e gli episodi della serie sono formattati per essere trasmessi nel formato di cinque giorni a settimana che è in genere comune con le soap opera. L'11 marzo è stata annunciata la seconda stagione. Il 26 luglio 2012, è stato anche annunciato sulla pagina di Facebook che ci sarà un altro nuovo personaggio di nome Willow, che sarebbe stato interpretato da Louisa Connolly-Burnham.
La serie è stata girata a Liverpool. La Ye Priory Court stata utilizzata come set di Casa Anubis, mentre il Castello di Peckforton, situato a Chester, è stato usato per gli esterni della Casa col cancello.

## Premi e Nomination
| Anno | Premio                                    | Categoria                                            | Ricevente      | Risultato | Note          |
| ---- | ----------------------------------------- | ---------------------------------------------------- | -------------- | --------- | ------------- |
| 2011 | Nickelodeon UK Kids' Choice Awards        | Nick UK's Favourite Show                             | Anubis         | Vinto     | [ 15 ]        |
| 2011 | Nickelodeon Kids' Choice Awards Argentina | Programma preferito della televisione internazionale | Anubis         | Candidato | [ 16 ] [ 17 ] |
| 2011 | British Academy Children's Awards         | Drama                                                | Anubis         | Candidato | [ 18 ]        |
| 2011 | British Academy Children's Awards         | Best Independent Production Company                  | Lime Pictures  | Candidato | [ 19 ]        |
| 2012 | Nickelodeon UK Kids' Choice Awards        | Favorite UK TV Show                                  | Anubis         | Candidato | [ 20 ]        |
| 2012 | Nickelodeon UK Kids' Choice Awards        | Attore preferito                                     | Brad Kavanagh  | Candidato | [ 21 ]        |
| 2012 | Nickelodeon UK Kids' Choice Awards        | Attrice preferita                                    | Ana Mulvoy Ten | Candidato | [ 22 ]        |
| 2012 | Broadcast Awards 2012                     | Best Children's Programme                            | Anubis         | Candidato | [ 23 ]        |
| 2012 | British Academy Children's Awards         | BAFTA Kid's Vote: Television                         | Anubis         | Candidato | [ 24 ]        |
| 2013 | Nickelodeon UK Kids' Choice Awards        | Favorite UK TV Show                                  | Anubis         | Vinto     | [ 25 ]        |
| 2013 | Nickelodeon UK Kids' Choice Awards        | Attore preferito                                     | Brad Kavanagh  | Vinto     | [ 26 ]        |

## Ruoli e luoghi della serie
- La Prescelta è una diretta discendente della sacerdotessa Amneris, l'amante di Tutankhamon. La Prescelta è colei che è nata alla settima ora, del settimo giorno, del settimo mese. È l'unica oltre al suo guardiano a poter utilizzare il potere dell'occhio di Horus, il suo compito è quello di ricomporre la Coppa di Ankh, poiché molti oggetti nascosti possono essere reperibili unicamente utilizzando il potere della Prescelta. La prima prescelta è stata Sarah Frobisher-Smythe e il suo compito è stato custodire il segreto della casa, fino a tramandarlo alla nuova prescelta. La Prescelta numero due è Nina Martin e diventa l'unica prescelta nel momento in cui Sarah muore. La Prescelta ha poteri particolari, tra le sue capacità conosciamo il fatto che possono comunicare tra di loro nei sogni e Sarah riesce a comunicare tramite oggetti della casa di Anubis, nella seconda stagione infatti utilizza la casa delle bambole. Victor Rodenmaar Senior dice che "La Prescelta è il Paragone e l'Osiriano è il suo protettore, il loro compito è proteggere il mondo. Essi sono come il Sole e la Luna, come lo Yin e lo Yang, sono una coppia indissolubile e sono sempre vicini.
- L'Osiriano è il guardiano della Prescelta e ha il compito di aiutarla e guidarla. Anch'egli può utilizzare l'occhio di Horus e deve sempre consigliare la Prescelta. Il primo Osiriano è stato Rufus Zeno che avrebbe dovuto proteggere Sarah invece di pensare al suo bene e di diventare immortale, il potere gli ha dato alla testa. Al passaggio della Prescelta avviene anche quello dell'Osiriano che diventa quindi Eddie. Dalle parole di Victor Rodenmaar Senior la Prescelta e l'Osiriano devono sempre stare vicini, infatti Eddie proviene dall'America e così anche Nina. Il destino vuole che si ricongiungano, in modo che Eddie possa impedire a Nina di andare nell'aldilà. Un'altra profezia però fa in modo che essi non possano più stare nelle vicinanze poiché attirerebbero il male, per questo Nina non torna a casa Anubis. L'Osiriano può avere delle visioni, ma solo grazie ad oggetti della casa di Anubis. Eddie prima di una botta in testa non sentiva ne voci ne vedeva immagini, ma soprattutto da quando Nina se ne va le sue visioni si intensificano. Una volta riesce ad avere una visione fuori dalla casa grazie ad un oggetto che proviene da essa.
- I Sibuna sono il gruppo di ragazzi protagonisti della serie. I fondatori del club sono Nina, Fabian e Amber, la quale dà il nome al club, che sarebbe "Anubis al contrario", il saluto di riconoscimento segreto, che consiste nel mettere la mano destra sul volto, oscurandone un occhio, per rappresentare l'occhio di Horus, e il rito di iniziazione che consiste nel bruciare ciò che si ha di più caro. Nina è la leader, Fabian è il vice-leader. Quando i tre salvano Patricia la inseriscono nel gruppo, e quando mandano Alfie in ospedale decidono di renderlo un membro a tutti gli effetti. La prima regola di Sibuna è non parlare mai di Sibuna. Alla fine della prima stagione, dopo che Jerome viene ricattato da Rufus diventa un membro temporaneo di Sibuna. Nella seconda stagione succede la stessa cosa ad Eddie, che però pensa di stare ad un appuntamento con Patricia. Infine anche Joy inizia a far parte dei Sibuna dalla fine della seconda fino all'inizio della terza. Nella terza Nina non torna ad Anubis, quindi automaticamente esce, Stessa cosa fa Joy, che non sopportando di passare tempo con Fabian che non l'ama esce dal gruppo, e successivamente è obbligata ad uscire anche Amber, che è costretta ad andarsene da Anubis, perché Victor ha minacciato di far del male ai suoi amici. Amber prima però riunisce i due gruppi ovvero i Sibuna rimasti (Fabian, Patricia e Alfie) e il gruppo dell'Osiriano (Eddie e K.T.). I due gruppi formano i nuovi cinque Sibuna. Nel film anche Mara scopre cosa sta succedendo e entra a far parte del gruppo. Successivamente anche Sophia diventa una Sibuna fin quando non rimane pietrificata.
- Le Sorelle Anubis sono una sorellanza di tutte le ragazze di casa Anubis, composta da Mara, Joy e Patricia. Il loro simbolo sono tre cuori sulla mano sinistra. Sono un gruppo di amiche in cui parlano di ragazzi e della scuola. Al loro gruppo si aggiunge poi K.T. e sulla loro mano si aggiunge un altro cuore. Quando Jerome tradisce Willow con Mara e viceversa Willow entra a far parte della sorellanza composta ora solo da tre componenti: Joy, Mara e Willow. Il loro scopo sarà vendicarsi di Jerome.
- I Discendenti sono i pronipoti dei componenti della spedizione di Robert Frobisher-Smythe. Egli salvò la spedizione facendo in modo che il resto del gruppo fosse salvo. Nel momento in cui Robert cadde nel sonno eterno i quattro gli promisero che lo avrebbero risvegliato e poi salvato dal male tramite i loro discendenti. I discendenti sono Alfie, Patricia, Joy e Jerome. Non si sa se avrebbe potuto funzionare anche con Poppie, Piper o Willow, poiché la sua bisnonna era la sorella del bisnonno di Joy. I membri danno ai Sibuna diversi indizi tra cui una ninna nanna che porta al ritrovamento del bastone di Osiride.
- Il Custode, il Cercatore e il Facilitatore sono coloro che hanno il compito di preservare Robert, trovare il bracciale e facilitare la sua impresa. Alcuni sottoposti di Robert hanno tramandato questo compito fino ad Harriet Denby, Eric Sweet e Victor Rodenmaar Junior. Caroline Denby ha avuto in eredità invece la chiave del Sole, ma sentendosi in grado di preservare Robert ha preso l'identità della sorella facendo sì che Robert, Victor e Sweet pensassero che lei fosse la custode. La vera custode avrebbe dovuto servire il bene, mentre Caroline serve il male.
- La Società è una setta composta da Victor Junior, Eric Sweet, Daphne Andrews, Frederick Mercer, l'Infermiera Delia, il Sergente Roebuck e Rufus Zeno. Il loro obiettivo comune era quello di poter avere la vita eterna, essendo loro in possesso del vero Ankh. Il loro compito era quello di trovare la formula dell'elisir e di trovare il Prescelto. Una volta catturata Joy fanno in modo che non si sappia essendo loro in possesso di personaggi che investono cariche pubbliche. Rufus Zeno tradì però la società e rubò parte dell'elisir, quindi scappò. Così la setta rimase per molto tempo a corto di un membro, fino a quando Jason Winkler non si è impicciato nelle loro malefatte e ha scoperto tutto ciò che stava accadendo. Rufus era l'unico a conoscere il significato dello scambio vita-forza con i sette giovani accoliti. Nella seconda stagione rimangono solo tre di loro, ovvero Victor, Eric Sweet e Daphne Andrews. Quest'ultima decide però di lasciare la società poiché non era d'accordo e non approvava il modo di fare di Victor e di Eric che sottostava a Victor.
- La Casa è una specie di entità che aiuta sempre la Prescelta e l'Osiriano fornendo visioni nel momento del bisogno che aiutano i protagonisti. Le visioni avvengono solo negli ambienti della casa, ma Eddie riesce ad avere una visione fuori dalla casa grazie ad un oggetto della casa. Essa è ricca di passaggi segreti, tunnel, trappole e camere segreti, precisamente tutte sul piano della cantina. È la sede del manufatto di Jerome.
- La casa di riposo è il luogo dove vive Sarah sotto il falso nome di Emily.
- La scuola è il luogo dove i ragazzi studiano e il preside di essa è Eric Sweet.
- La biblioteca Frobisher è la biblioteca della famiglia di Sarah, dove Robert ha messo la sua vasta raccolta di libri. Anche in essa vi è un passaggio segreto e un cassetto segreto dove si trova la chiave della maschera.
- La casa con il cancello o la volta è la casa della signorina Denby, luogo del manufatto di Alfie e della camera segreta accessibile solo grazie alla chiave del Sole o della Luna.
- La cripta accessibile sia da fuori che dai tunnel solo tramite una delle due chiavi. È la cripta in cui avrebbe dovuto esserci il corpo di Robert Frobisher Smythe e sede del manufatto di Joy.
- L'ospedale visto varie volte dove vanno prima Rufus, poi Alfie e successivamente la Nonna di Nina.
- Il padiglione estivo si trova nel giardino ed è sede del manufatto di Patricia.

## Oggetti magici
- La Coppa dell'Ankh: Questo è il primo oggetto importante della serie. Una leggenda narra che Anubi fosse furioso con Amneris per aver nascosto la coppa nella tomba di Tutankamon, così scompose la coppa in 7 pezzi. Questi 7 pezzi sono stati recuperati da Robert e Louisa Frobisher-Smythe e nascosti nella Casa sapendo che se assemblati avrebbero formato la coppa. Il primo custode della casa, Victor Rodenmaar Sr. la ricercò svariate volte, ma mai la trovò e così affidò il compito a suo figlio. Robert aveva nascosto i pezzi perché sapeva che se fosse finito in mani sbagliate, ci sarebbero state delle cattive conseguenze. Ella, infatti, se unita all'elisir della giovinezza, può concedere l'immortalità. Ecco perché la società segreta di Victor è intenta a berci l'elisir. Ma può essere solo assemblata dalla prescelta in un giorno preciso e predestinato. Gli dei imprigionarono lo spettro di Senkhara nei pezzi della coppa ma poi ella venne liberata da Nina nella seconda stagione. Inizialmente, la coppa venne nascosta sotto il palcoscenico della scuola ma l'Occhio di Horus volle nasconderla in una teca situata in soffitta. Da lì non venne mai più ripresa tranne verso il finale della seconda stagione dato che i Sibuna pensavano che ella possa essere uno dei riflettenti nella stanza segreta del labirinto sotterraneo, ma non lo era, non avendo il simbolo del falco, ed essendo il riflettente che cercavano un calice.
- La Maschera di Anubi: questo è l'oggetto ricercato nella seconda stagione. È una potente maschera leggendaria ritrovato nel Tesoro di Tutankhamon dagli stessi Robert e Louisa Frobisher-Smythe. La leggenda racconta che quando fu indossata nel funerale di Tutankhamon pianse delle lacrime d'oro. Sono proprio queste lacrime d'oro che servirono a Victor Rodenmaar Sr. per creare l'elisir della giovinezza. Victor si metterà alla sua ricerca proprio per le lacrime. Invece i Sibuna si metteranno alla sua ricerca minacciati da Senkhara, inizialmente imprigionata nella coppa e poi sprigionata da Nina quando ella aprì la teca della soffitta per nasconderci la coppa. L'obiettivo di Senkhara è quello di far indossare la maschera alla Prescelta, non avendo un corpo, per trascinarla con sé nel Campo dei Giunchi così da regnare come Dea incontrastata. La maschera si trova alla fine del labirinto sotterraneo alla casa. Una copia in bronzo è presente alla mostra della biblioteca. Alla fine risulterà che quella maschera alla fine del labirinto non è la vera Maschera, ma quella vera è proprio la copia creduta così da tutti. Ma per sprigionare il suo potere, ha bisogno della gemma Frobisher. Infine, Nina la metterà nel posto volutole da Robert. Un libro scritto da Louisa parla della maschera.
- il Libro di Iside è un libro scritto con geroglifici , inizialmente viene cercato da Victor poiché egli crede che la ricetta dell'elisir sia al suo interno.
- L'Occhio di Horus: È un potente medaglione che spetta solo alla Prescelta. È stato posseduto da Sarah, la Prescelta prima di Nina, e poi da quest'ultima. Sarà poi posseduto da Eddie infine. Ha molti poteri e concede molte possibilità. Per esempio apre porte inapribili senza di lui, mostra messaggi nascosti, ecc. Protegge anche dalla sventura e dalle brutte cose.
- Il bastone di Osiride: Il bastone è il reperto che Robert insieme ai suoi colleghi nascose nella casa e in vari altri posti. Può essere ritrovato solo tramite le filastrocche che i colleghi di robert tramandarono ai discendenti. Il bastone permette ad Ammut di varcare il portale per il mondo degli umani.
- La chiave del Sole, è la chiave che Caroline Denby riceve in eredità. Le permette di proteggersi da ammut e non diventare peccatrice. Serve anche ad aprire la porta che conduce alla stanza dei sarcofagi.
- La chiave della Luna, è la chiave che viene affidata a K.T. dal nonno. Anche questa protegge dal potere di ammut e apre la porta che conduce alla stanza dei sarcofagi e quella segreta che conduce alla cripta. Se unite le chiavi e infilate nella serratura alla base del bastone di Osiride, dopo averle girate ammut tornerà indietro portando con sé il male che ha causato.